# Spaceflow
Spaceflow je český startup, který digitalizuje využití budov na jejich efektivnější využití. Mobilní aplikace je dostupná pro Android a iOS. Aplikace nabízí 4 základní funkce:
- komunikace s vlastníkem budovy
- sdílené služby, například spolujízda atd.
- objednávání služeb
- zapojení do akcí v budově nebo v okolí.

V srpnu 2019 firma získala investici 41 milionů korun od fondů Credo Ventures, Day One Capital a UP21. V květnu 2022 pak skupina Hydda Group investovala do Spaceflow 200 milionů korun.